# Nemesia budensis
Espèce
Synonymes
- Nemesia pannonica budensis Kolosváry, 1939

Nemesia budensis est une espèce d'araignées mygalomorphes de la famille des Nemesiidae.

## Distribution
Cette espèce est endémique de Hongrie.

## Description
Le mâle décrit par Fuhn et Polenec en 1967 mesure 10,5 mm.

## Systématique et taxinomie
Cette espèce a été décrite sous le protonyme Nemesia pannonica budensis par Kolosváry en 1939. Elle est élevée au rang d'espèce par Breitling, Bauer, Schäfer, Morano, Barrientos et Blick en 2016.

## Étymologie
Son nom d'espèce, composé de bud[a] et du suffixe latin -ensis, « qui vit dans, qui habite », lui a été donné en référence au lieu de sa découverte, les collines de Buda.

## Publication originale
- Kolosváry, 1939 : Der erste Fund von reifen Weibchen der Art Nemesia pannonica O. Herman var. budense Kolosváry. Zoologischer Anzeiger, vol. 127, p. 264-266.